# Marco Kunz
Marco Kunz, född 25 maj 1970 i Delft, är en nederländsk vattenpolospelare.
Kunz deltog i den olympiska vattenpoloturneringen vid olympiska sommarspelen 1996 i Atlanta där Nederländerna slutade på tionde plats.